# Илма Карахмет
Илма Карахмет (Травник, 2. мај 2000) босанскохерцеговачка је поп певачица.

## Биографија
Рођена је у Травнику, а одрасла у Кисељаку где је завршила основну школу. Даље образовање је наставила у Сарајеву где је завршила Richmond Park School. Са 10 година је победила на такмичењу Talent Time у организацији Хајат ТВ. Широј јавности је постала позната 2013. године извођењем песме Има један свијет на такмичењу X Factor Adria на којем је стигла до финала. Године 2018. је победила на такмичењу RTL Zvijezde.
Од 2018. године је браку са Седином Лакачом.

## Дискографија

### Синглови
- Сјети се (2014)
- Не зови ме туго (2017)
- Заледи гријех (2018)
- Подижем глас (2019)
- Ништа твоје (2019)
- Неко није (2020)
- Мора да је љубав /дует са Мирзом Селимовићем/ (2021)
- Гинем поносно (2022)

## Награде и номинације
| Година | Награда               | Категорија      | Песма            | Исход      | Реф. |
| ------ | --------------------- | --------------- | ---------------- | ---------- | ---- |
| 2020.  | Music Awards Ceremony | Поп-фолк нумера | Ништа твоје      | Номинација |      |
| 2023.  | Music Awards Ceremony | Колаборација    | Мора да је љубав | Номинација |      |
| 2023.  | Music Awards Ceremony | Вирални видео   | Мора да је љубав | Номинација |      |